# 지옥락
《지옥락》(일본어: 地獄楽 지고쿠라쿠[*])은 일본의 만화가인 카쿠 유지가 집필하고 그린 일본 만화이다.
슈에이샤의 웹코믹 앱 및 사이트 〈소년 점프+〉(이하 「J+」로 표기)에서 2018년 1월 22일부터 2021년 1월 25일까지 매주 월요일마다 연재됐으며 총 127화로 완결되었다. 단행본으로 전13권, 그 외 설정집 1권이 출판됐다.
에도 시대의 일본을 배경으로 닌자 출신의 사형수 가비마루와 사형집행인 야마다 아사에몬 사기리, 두 사람을 중심으로 불로불사의 약을 찾기 위해 미지의 섬을 탐험하는 줄거리를 그리고 있는 작품이다.
한국에서는 일본 연재 도중인 2020년 2월 28일 서울문화사에서 제1권이 출간된 것을 시작으로 번역본이 출간되어, 2023년 5월 30일 마지막(13권) 단행본까지 모두 완간되었다. 또한 네이버 웹툰에서 2023년 4월 9일부터 컬러 버전의 웹코믹판 서비스 제공을 시작, 2025년 3월 30일 최종화(131화)가 업데이트되었다.
MAPPA가 제작한 애니메이션판이 2023년 4월부터 7월까지 제1기로 방영됐다. 2023년 4월 8일 애니메이션 방영 개시를 기념하여 가비마루 부부의 후일담을 그린 특별 단편 「요괴의 숲」(勿怪の森)을 『J+』에 실었다(해당 단편은 한국에 발매된 정식 번역판에는 소개되지 않았다).
2023년 7월 1일 제2기의 제작이 결정되었다.

## 개요
카쿠 유지에게는 두 번째 연재인 해당 작품은 일본 에도 시대 후기를 배경으로(물론 실제 일본 역사에서 일부 모티브만을 가져왔을 뿐 대부분은 가상역사이다) 사형수인 가비마루(画眉丸) 등이 쇼군으로부터의 무죄 사면장을 대가로 불로불사의 선약을 찾아 미지의 섬으로 향한다는 인법 낭만극으로, 제목인 지옥락(지고쿠라쿠)은 일본어로 지옥(지고쿠)과 극락(고쿠라쿠)을 합성한 말장난이다.
미려하면서 비장감 넘치는 펜터치로, 가혹한 상황 아래서 벌어지는 힘 있는 휴먼 드라마를 그려내어, 「J+」의 인기 작품이 되었다.
2018년 11월, 작가 카쿠 유지가 그린 '지옥락'의 원화 전시전이 개최되었다. 《주간 소년 점프》(슈에이샤) 2018년 36 · 37 합병호와 2019년 28호에 출장 게재되기도 하였다. 2019년 3월 4일(49화)과 2020년 8월 24일(번외편)에서는 캐릭터 인기 투표의 제1회와 제2회의 결과가 각각 발표되었다.
2019년 9월, 히시카와 사카쿠(菱川さかく)가 집필을 맡은 공식 소설이 발매되었다. 2020년에는 'J+'에서 오오하시의 스핀오프 '지고쿠라쿠 ~ 최강의 탈주 닌자 공허한 가비마루~'(じごくらく 〜最強の抜け忍 がまんの画眉丸〜)가 연재되었다. 2020년 8월~9월에는 '지옥락' 오오하시 그림 전시회가 개최되었다.
연재 종료 후, 텔레비전 애니메이션화 및 무대화가 각각 발표되었다.

## 줄거리
에도 시대 말기 무렵, 한때 이슈(伊州) 이와카쿠레(숨은바위 마을) 최강의 닌자로서 '공허의 가비마루'라 불리며 두려움의 대상이었던 가비마루(画眉丸)는 임무 수행 도중 동료들의 배신으로 체포되어 사형수로써 처형 집행만을 기다리고 있었다. 그러던 중 그의 앞에 나타난 참수 집행인인 야마다 아사에몬 사기리(山田浅ェ門佐切)로부터 '신선향' 또는 '극락정토'로 알려진 바다 저너머 미지의 섬으로부터 '불로불사의 선약'을 찾아 돌아 온다면 무죄 방면되어, 어떤 죄라도 사면받고 나아가 쇼군으로부터의 가호가 약속되어 누구에게도 더는 쫓기지 않게 된다는 제안을 듣게 되고, 가비마루는 '사랑하는 아내를 다시 만나기 위해' 그 제안을 받아 들여 불로불사의 선약을 찾아 나서는 길을 택한다. 그러나 가비마루를 포함하여 쇼군의 사면장을 노리는 다른 사형수들과 그들의 감시역으로 동행한 야마다 아사에몬 일문은, 겉으로는 아름다워 보이지만 실상은 무시무시한 괴물들이 살아 돌아다니고 있는 수수께끼의 섬에서 선약을 둘러싼 싸움에 내몰리게 된다. 이어 선약의 단서를 좇아 섬 깊숙이 들어가면서 그 섬에 살고 있는 괴수들, '천선'(天仙)이라 불리는 아름답지만 괴이한 존재들과 조우하게 되고, 그 과정에서 섬의 숨겨진 비밀들이 가비마루와 다른 일행들 앞에 하나씩 드러난다.

## 등장인물
※목소리 항목은 TV 애니메이션판에 배정된 성우입니다.※
※본 항목의 인물 및 설정에 대한 표기는 한국어 정식 번역 발매판을 기초로 합니다.※
| 야마다 아사에몬    | 야마다 아사에몬 | 야마다 아사에몬 | 사형수            | 사형수 | 비고        |
| 단위               | 이름            | 속성            | 이름              | 속성   | 비고        |
| ------------------ | --------------- | --------------- | ----------------- | ------ | ----------- |
| 1                  | 에이젠          | 나무            | 로쿠로타          | 나무   |             |
| 2                  | 슈겐            | 물              | -                 | -      | 추가 상륙조 |
| 3                  | 짓카            | 흙              | 호루보            | 흙     |             |
| 4                  | 시온            | 나무            | 아카기누          | 불     |             |
| 5                  | 센타            | 물              | 유즈리하          | 흙     |             |
| 6                  | 가가이모        | 불              | -                 | -      | 대기        |
| 7                  | 츠무츠무        | 나무            | -                 | -      | 대기        |
| 8                  | 겐지            | 물              | 모로 마키야       | 금     |             |
| 9                  | 후치            | 금              | 타미야 간테츠사이 | 불     |             |
| 10                 | 텐자            | 불              | 누루가이          | 물     |             |
| 11                 | 키쇼            | 흙              | 포효의 케이운     | 금     |             |
| 12                 | 사기리          | 나무            | 가비마루          | 불     | 주인공 콤비 |
| 미정               | 토우마          | 흙              | 아자 초베         | 금     | 친형제 사이 |
| 예외를 인정받은 자 | 이스즈          | 물              | -                 | -      | 추가 상륙조 |
| 예외를 인정받은 자 | 기요마루        | 금              | -                 | -      | 추가 상륙조 |

### 주요 인물
가비마루(일본어: 画眉丸 (畫眉丸)[*])
목소리 - 코바야시 치아키
본작의 주인공. 「가비마루」는 이슈의 닌자 마을인 이와카쿠레 마을(石隠れの里)의 필두를 나타내는 일종의 칭호로, 본명이 아니다. 세간에는 공허한 가비마루(がらんの画眉丸)로 알려져 있는데, 피도 눈물도 없는 「텅 빈」 인간이라는 뜻이다.
일본어 원문에서는 1인칭은 와시(ワシ). 작은 체구와 백발이 특징이다. 만사 집착하지 않는 허무주의적인 성격이지만, 자신이 겪은 일에 대한 불만을 깊이 담아두고 뒤끝을 부리는 면도 있다. 또한 경제적인 부유함이나 고위 관직, 사회적 명예 같은 세속적인 것에 대해서도 딱히 욕망이 없다. 아내는 이와카쿠레 마을 수장의 딸인 유이(結, ゆい). 애처가로 유이를 모욕하는 자에게는 격노하며, 다른 여성에게는 접근하는 일도 없다. 기(타오)는 '불'로 그 자신도 불을 다루는 인술에 뛰어나다.
어린 시절 이와카쿠레 닌자 마을의 수장에게 부모가 살해되고 닌자로 키워졌다. 유이와 함께 마을을 빠져나가는 조건으로 맡았던 마지막 임무에서 동료에게 배신당하고 20명이나 죽이는 격렬한 저항 끝에 체포되고 말았다. 사형이 선고되어 형을 집행하려 해도 참수하려 하면 검이 부러지고 화형하려 하면 불타지 않는 등 강인한 생명력으로 살아남으면서 처형이 제대로 되지 않았고 가비마루 자신도 "삶에 집착 같은 것은 없는 공허한 존재일 내가 왜 아직도 죽지 못하고 있는 거냐"고 의문을 품는데, 파견된 사기리로부터 "당신은 겉으로는 죽음을 받아들이고 있는 듯 해도 속으로는 사랑하는 아내를 위해 저항하고 있다. 삶에 집착이 없다는 것은 그저 자신에게 들려주기 위해 지어낸 말이 아니냐"는 지적을 듣게 되고, 사기리의 제안으로 아내와 다시 만나기 위해 사기리의 제안을 받아들여 선약 찾기에 참가하게 된다.
야마다 아사에몬 사기리(일본어: 山田浅ェ門 佐切)
목소리 - 하나모리 유미리
야마다 아사에몬 가문의 현 당주의 딸. 참수 집행인. 타메시 일도류 12위. 일본어 원문에서 1인칭은 「아타시」(私)이다.
죄인의 목을 베는 것을 생업으로 하는 야마다 아사에몬 가문에 태어난 업을 극복하기 위해 여성이면서도 오타메시고요(御様御用)의 길을 선택했다. 복잡다단하고 다양한 생각들이 그녀가 칼을 휘두를 때의 힘을 둔하게 하지만, 망설임이 사라졌을 때의 실력은 다른 아사에몬들도 높이 평가하며, 그녀의 기백에는 가비마루도 죽음의 이미지를 보고 두려움을 느낀다.
무표정하고 고지식한 모습에 융통성도 없어 보였지만 섬에서 가비마루 등과의 싸움 속에서 자신의 힘도 약점도 모두 받아들이며 성장해 나간다. 첫사랑 상대는 같은 야마다 아사에몬 일문의 슈겐(殊現)으로 검술 등을 포함해 지금도 호감이 있는 것처럼 그려진다. 기(타오)는 「나무」.

### 사형수
유즈리하(일본어: 杠)
목소리 - 타카하시 리에
자칭 가이 닌자 쿠노이치로. 「경주의 유즈리하」(傾主の杠)라는 별명을 가진 미녀. 기(타오)는 「흙」.
임무로 잠입해 들어갔던 사기와 성(鷺羽城)에서 가신 전원을 쓰러뜨렸을 정도의 실력자. 몸에 흉터를 지니고 있지만 자신의 인술로 숨기고 있다. 자유분방하고 자기 중심적인 언동이 많다. 같은 사형수인 모로 마키야를 실험 도구로 사용하는 냉혹함도 있지만, 생사를 함께 하는 동료들에 대한 정도 가지고 있다. 요절한 여동생 오야(小夜)의 몫까지 살아간다는 생각이 어쨌든 살아남겠다 라는 자세로 이어진다.
감시역은 센타.
아자 초베(일본어: 亜左弔兵衛）
목소리- 키무라 료헤이(아역: 히나타 미나미)
젊은 나이에 대도적단을 세운 이요의 산적왕. 기(타오)는 「금」.
아코번(赤稿藩)의 무가 출신으로 번이 개역당하고, 어머니가 병으로 사망, 번주의 원수를 갚는데 가담했던 아버지가 처형당하는 등 불행이 겹친 끝에 도적으로 전락했다. 같은 사형수인 호루보가 자신을 죽이려는 것을 도리어 반격해 죽이는 등 사형수 가운데서도 뛰어난 전투력을 가지고 있으며 상황 분석력 · 대응력 · 인심 장악술이 뛰어나다. 유일한 혈육인 동생 토우마를 무엇보다 소중하게 생각하며, 감시역도 토우마가 맡는다.
작중 '꽃'으로의 변화가 가장 먼저 진행되었다.
타미야 간테츠사이(民谷 巌鉄斎 / 民谷 巖鐵齋)
목소리 - 이나다 테츠
「검룡」(剣龍) 「팔주무쌍」(八州無双)이라 불리는 검호. 기(타오)는 「불」.
어려서부터 검술 수행에 나서 각지를 돌아다니며 실력을 쌓았고 어느 번주의 마음에 들어 고용되었지만, 「당신이 아무리 검룡이라고 해도 진짜 용은 벨 수 없을 것」라는 번주의 경박한 말에 발끈해 번주 저택의 문에 붙은 용의 편액을 대문째로 단칼에 베어버린 일로 사형 선고를 받았다. 불로불사에는 흥미가 없지만, 전설의 검호로서 후세에 자신의 이름을 남기고 싶다는 야망이 있다. 섬에 상륙한 직후 독충에게 왼손을 찔려 위험을 느끼고 왼손 손목을 즉시 잘라냈다(잘라낸 손목은 꽃에 기생된다). 이후는 감시역의 후치가 만든 철제 의수를 붙이고 다닌다.
누루가이(ヌルガイ)
목소리 - 코이치 마코토
조정을 따르지 않는 백성 · 산카(산의 백성)의 후예. 단련된 몸과 언동으로 소년으로 보이지만 실은 소녀. 기(타오)는 「물」.
사무라이를 도운 일로 취락의 존재가 발각되어 할아버지를 비롯한 동료들이 모두 학살당하고 누루가이 자신도 사형수가 되었다. 자기 때문에 마을이 멸망당했다고 자책하며 삶에 의욕을 포기하고 있었지만, 감시역을 맡은 텐자로부터 살아남으라는 설득을 듣는다.
로쿠로타(일본어: 陸郎太)
목소리 -  타도코로 히나타(아역: 치키리 쿄코)
「비젠의 대거인(다이다라봇치)」라는 별명을 가진 거대한 남자. 기(타오)는 「나무」.
3m 이상의 비정상적인 거구와 가비마루를 압도하는 괴력을 가진다. 정신 연령은 3~4세 정도로 지능은 낮고 배고프면 울부짖으며 날뛰는데 그 결과 의도치 않게 부모를 비롯한 주변의 인간을 죽여 왔으며, 봉행소에서도 어떻게 할 수가 없어 산에 풀어놓고 방목해 감시하는 정도에 그쳤다. 섬에 상륙한 직후 폭주해 감시역인 에이젠을 살해하고, 가비마루에게는 섬의 괴물을 뛰어넘을 정도의 위협이 되었다. 가비마루와 사기리가 합동하여 겨우 쓰러뜨릴 수 있었다.
작중 39화에서 사기리는 로쿠로타의 이상한 힘은 무의식적으로 타오를 사용하고 있었던 것이 아닐까 추측했는데, 후에 담당 편집 사카키바라가 로쿠로타는 타오로 신체가 거대화된 것이라고 설정을 밝혔다.
포효의 케이운(いがみの慶雲)
목소리 -  마키 슌이치
무기 수집 버릇을 가진 파계한 승병. 별명은 「무기 사냥꾼」(百本狩り). 타오는 「금」.
수행 중에 무기의 매력에 빠져 많은 지샤와 불각을 파괴하고, 무기를 빼앗은 죄로 사형이 선고되었다. 섬에 상륙한 후에 라이벌을 줄이려고 손에 수갑을 차고 있던 가비마루를 덮쳤지만 거꾸로 가비마루에게 사망한다. 감시역은 키쇼.
아카기누(あか絹)
'식인 기녀'(人喰い花魁)의 이명을 가진 미녀. 남성을 유혹하여 죽이고 먹는 남성 전문 살인귀이다. 정식 발매본 지옥락 1권의 복장 설정에서는 ‘아카기누’(赫絹)라는 한자 이름이 붙어 있다.
섬에 상륙 후 감시역의 시온을 유혹하려고 했지만 거꾸로 규율 위반으로 처형된다. 타오는 「불」.
모로 마키야(일본어: 茂籠牧耶)
신흥 종교의 창시자로 별명은 「신앙을 버린 선교사」(ころび伴天連). 기(타오)는 「금」.
신자들을 부추겨 막부 전복을 꾀하였다. 유즈리하에게 속아 섬의 생물에 대한 대책의 실험 도구로서 쓰러져 사망한다. 감시역은 겐지.
호루보(法流坊)
이상하게 길고 부드러운 나비와 같은 팔다리를 가진 남자. 기(타오)는 「토」. 별명은 「살인 염불」(殺し念仏).
승려이면서도 다수의 살인 · 강도 · 강간 범죄로 사형수가 되었다. 상륙 전에 초베를 습격했지만 거꾸로 반격당해 사망한다. 감시역은 짓카.
다니오 세이키치(谷尾 清吉)
수많은 강도와 30명의 사람을 살해했다. 죄인 선별에서 탈락(사망).
니키마루(二木丸)
연쇄방화범. 죄인 선별에서 탈락(사망).
키도 슈칸(木戸周監)
「살인 무사」의 이명을 가지고 있다. 죄인 선별로 탈락(사망).
아다치 마타고로(安達又五郎)
자신의 쾌락을 위해서만 여성이나 아이 등을 살해했으며, 쇼군의 사면장에 대한 이야기를 듣고도 "저 사면장이 있으면 또 죽일 수 있겠다"고 중얼거리며 웃고 있었다. 죄인 선별에서 탈락(사망).

### 야마다 아사에몬
시온(일본어: 士遠)
목소리 - 코바야시 치카히로
타메시 일도류 4위. 선천적으로 맹인이었다. 기(타오)는 「나무」.
어렸을 때부터 물질이 뿜어내는 기색(=타오)을 읽을 수 있었으며, 떠돌이 재주꾼인 어머니와 방랑 생활을 하고 있었다. 극적인 연출을 위해 어머니에 의해 양눈에 큰 상처를 입었다.
건강한 사람 이상의 움직임이 가능하며 냉정 침착한 성격이지만 「눈」 「보인다」에 관한 농담이 취미로, 타인이 능숙하다는 것을 말하면 회개한다. 제자인 텐자를 아꼈으며, 텐자와는 달리 진작부터 누루가이의 성별도 감지하고 있었다.
원래는 「악・즉・참」으로 악은 그 자리에서 처단한다는 단호한 성격이라는 설정이었지만, 이야기의 전개상 지금의 성격이 되었다. 그 가혹함은 본편의 슈겐에게 계승된다.
후치(일본어: 付知)
목소리 - 이치카와 아오이
타메시 일도류 9위로 간테츠사이의 담당. 허리에는 언제나 해부 도구를 차고 다니며, 섬의 생물을 해부하면서 크게 기뻐하는 매드 사이언티스트이다. 기(타오)는 「금」.
처형된 시신의 해부가 특기. 해부학을 통해 신약 개발도 담당한다. 몸집이 작다는 점을 살려 민첩한 움직임으로 검을 휘두른다. 등에 짊어진 두 자루의 애도는, 앞부분이 크게 휘어진 것과 톱과 같은 모양으로 해부에 특화된 개량품이다.
당초에는 감정이 부족해 사이코패스처럼 행동하지만, 동료의 죽음이나 사형수와의 만남으로 전원의 생환을 바라는 등 인간다운 면도 보인다.
타오를 느낄 수는 없지만, 토우마와 함께 싸우고, 귀시해한 쥬파와 타오파에게 승리한다. 간테츠사이와 함께 슈겐의 칼에 베였으나 간테츠사이를 치료하고 자신은 목숨을 잃는다.
토우마(일본어: 桐馬)
목소리 - 오노 켄쇼(아역: 오구라 미유)
초베의 친동생. 입문 1개월 만에 대행 면허를 받은 천재. 순위는 없다. 기(타오)는 「토」.
여자 같은 아름다운 외모. 폭주한 형에게 얼굴을 긁히고 코 근처에 흉터가 있다. 보통은 보이지 않지만 감정이 격앙되면 흉터가 떠오른다. 전폭적인 신뢰를 둔 형을 돕기 위해 야마다 가에 입문했다.
간테츠사이에게 "재능은 있지만 실력이 형편없다. 동작도 형(카타)도 엉망인 벼락치기 검술로 자기 재능만 믿고 안주했거나 실전은 친형에게만 맡겼을 것"이라는 지적을 듣고 머리를 낮추어 가르침을 청한다. 그 때에 긴 머리를 스스로 잘라, 「몸의 증명」으로 내세웠다. 이후는 형 초베와 비슷한 헤어스타일이 된다.
센타(일본어: 仙汰)
목소리 - 야마시타 다이키
타메시 일도류 5위. 유즈리하 담당. 사람 좋아 보이는 작고 뚱뚱한 체구에 안경을 쓴 남자. 기(타오)는 「물」.
그림을 그리는 것을 좋아했지만, 야마다 아사에몬의 문하로 들어가도록 정해진 친가의 규율로 야마다 가에 입문해 바라지도 않는 처형인 일을 해야만 했고, 사람을 죽이는 일을 정당화해 보려고 구원을 찾아 다양한 종교를 연구했다. 난학 · 식물학 등에도 밝은 학자 타입. 아사에몬 가운데서는 드물게, 펜싱과 같은 찌르기를 많이 사용한 검 기술로 싸운다. 언제나  규율에 얽매여 있었기 때문에 자신이 감시역을 맡은 사형수 유즈리하의 자유분방한 언동을 동경한다. 무단의 약점을 깨고 승리하는 데에 공헌했지만 치명상을 입고 유즈리하의 품에 안긴 채 절명했다.
텐자(典坐)
목소리 - 코바야시 유스케
타메시 일도류 10위. 누루가이의 담당. 일본어 원문에서는 어미에 「~임다」(〜っす)라고 붙이는 것이 말버릇인 체육계 청년. 기(타오)는 「불」이다.
마을에서 망나니 생활을 하다가 시온에게 거두어져서 아사에몬 문하의 사제가 되었다. 사물에 대해 깊이 생각하는 데에는 서투르지만, 자신에게 정직하고 밝고 긍정적인 성격은 시온이나 누루가이에게 정신적인 치유가 된다. 산카라는 이유 때문에 사형이 선고된 누루가이에게 "너처럼 어린애가 처형을 당해야 할 이유를 나는 모르겠다. 살 방법이 있다면 시도해 봐야 하지 않겠느냐"며 선약을 찾아 나서자고 설득하고, 자신 때문에 마을 주민들이 학살당했다는 자책으로 좌절해 있던 누루가이에게 "정말 죽고 싶은 거냐? 네 마음에 솔직해지라"라고 다그쳐서 살아갈 의지를 북돋아 주어, 누루가이로부터 「돌아가면 결혼해 내 신랑이 되어 달라」라고 프로포즈를 받았으나 결국 쥬진에게 죽임을 당했다. 죽기 전 사형인 시온에게 누루가이의 보호를 맡긴다. 작중 초기에 사망했지만, 곧은 성격과 희생 정신이 인기를 끌어, 인기 투표에서는 상위에 들어간다.
에이젠(일본어: 衛善)
목소리 - 후루카와 마코토
타메시 일도류 1위. 로쿠로타의 담당. 아사에몬 문하 사제들을 다독이는 우수한 리더. 타오는 「나무」.
어려서 병으로 왼쪽 눈을 잃었기 때문에 안대를 하고 있다. 배고파서 날뛰는 로쿠로타의 비정상적인 힘을 알아채지 못하고 그만 눈 깜짝할 사이에 죽임을 당했다. 처음 로쿠로타는 봉행소도 어쩔 수 없어 처치 곤란을 겪고 있었는데 섬으로 파견될 당시 로쿠로타를 담당하겠다고 자청한 것이 에이젠이었다.
겐지(일본어: 源嗣)
목소리 - 볼케이노 오오타
타메시 일도류 8위. 마키야의 담당. 짙은 색 피부에 몸집이 큰 남자. 기(타오)는 「물」.
여성에게 약하고 유즈리하의 꾐에 넘어가 유즈리하와 동행하게 된다. 사기리가 아사에몬의 길을 가는 것을 좀처럼 인정하지 않으며 사기리가 칼을 잃어버린 것이나 여자의 몸으로 참수 집행인 일을 하려는 것에 엄격한 태도를 보인다.
폭주한 로쿠로타로부터 사기리를 감싸다 치명상을 입는다. 사기리에게 자신의 칼을 건네 주며 사기리를 야마다 아사에몬의 일원으로 인정하고, 야마다 아사에몬으로써 로쿠로타를 베라는 말을 남기고 숨을 거둔다.
키쇼(일본어: 期聖)
목소리 - 토키 슌이치
타메시 일도류 11위. 케이운의 담당 아사에몬이다. 적극성은 없지만 신기할 정도로 대담한 남자. 기(타오)는 「토」.
자신이 담당하던 죄수 케이운이 가비마루에게 죽자 임무 종료라며 섬을 떠나지만 배 안에서 꽃이 기생된 채로 발견된다. 체념하고 수용하는 것만큼은 달인의 영역에 이른 자.
짓카(일본어: 十禾)
타메시 일도류 3위. 호루보의 담당.
느긋하며 뭔가 진지하지 못하고 설렁설렁 뒤로 빠지려 드는 장난스러운 사내로 보이지만 실력과 판단력은 뛰어나며, 경쟁자들을 쳐내고 차기 당주가 되려는 야심을 드러내는 등 음험한 면모도 보인다. 초베에게 사기리가 방해가 되니 될 수 있으면 없애 달라고까지 하는데, 초베는 그런 그를 “인간의 마음이란 걸 갖고 있지 않은 자”라고 부른다. 기(타오)는 「흙」.
호루보가 초베에게 죽자 그대로 에도로 돌아왔는데, 이 과정에서 돌아가는 자신의 길을 막던 해신을 단칼에 쓰러뜨리고 그걸 증거로 가지고 돌아와 쇼군에게 섬을 탐사하는 것을 포기하게 하려고 했다. 그 후, 슈겐과 함께 다시 추가 상륙조로 뽑혀 섬으로 보내진다.
유흥으로 돈을 탕진하는 것도 모자라 자신의 칼까지 전당포에 저당잡힌 바람에 대나무 칼(다케미쓰)를 차고 다니며 참수할 때도 이 대나무 칼을 쓰지만 워낙 검술이 뛰어나 누구도 대나무 칼이라는 것을 알아채지 못한다.
본인 왈 "사물의 원리 같은 것이 눈에 훤히 들여다 보이며 어디를 어떻게 다루면 그것이 어떻게 작용하는지"를 알 수 있다고 하는데, 어떻게 그걸 볼 수 있느냐는 간테츠사이에게 도리어 "그게 왜 안 보이냐"라고 반문한다.

#### 추가 상륙조
슈겐(일본어: 殊現）
목소리 - 스즈키 료타
타메시 일도류 2위. 사기리의 첫사랑 상대로 지금도 사기리에게 동경의 존재인 듯하다. 기(타오)는 「물」.
높은 카리스마와 일류 검술 실력을 가지고 있으며 야마다 아사에몬 일문에 대한 정이 깊지만 부모가 살해당했기 때문에 죄인에 대해서는 매우 잔혹하고 독선적인 면모를 보인다. 도적을 심문하던 도중 도적의 일족을 유아 포함하여 100명 이상 참살한 적도 있다.
사기리 등이 섬에 상륙한 지 사흘 후에 추가 상륙조로 파견된다. 후치 · 시온으로부터 얻은 근육 구조나 파문(=타오)의 지식을 살려, 문신이나 하급 도사들의 습격도 어렵지 않게 격퇴한다.
이스즈(일본어: 威鈴)
추가 상륙조로 파견된 야마다 아사에몬. 몸집이 큰 미녀로 켄지의 여동생이다. 기(타오)는 「물」.
막부의 베츠시키(別式, 여성 안내역)로 자신을 추천한 슈겐에게 깊은 은혜를 느낀다. 여성이면서 쌍날의 강검을 다룬다.
키요마루(清丸)
추가 상륙조로 파견된 야마다 아사에몬. 아직 어린 나이라 순위는 없지만 뛰어난 재능을 가진 소년. 분가 도장의 문하생으로 기(타오)는 「금」.
순진하고 냉혹하다. 아이 취급을 하지 않고 매일 연습을 시킨 슈겐에게 깊은 은혜를 느끼고 있다.

#### 대기자
가가이모(羅芋芋)
타메시 일도류 6위. '칠흑의 사신'이라는 별명을 가지고 있다. 기(타오)는 「불」.
추가 상륙조로 동반하고 싶었지만 병약하고 전투력이 낮다는 이유로 남아 대기하게 되었다.
칼을 휘두르는 모습이 아름답고 그의 처형장에는 마을의 여자들도 보러 올 정도.
츠무츠무(努々)
타메시 일도류 7위. '부엌의 수호신'(厨の鎮守神)이라는 별명이 있다. 기(타오)는 「나무」.
추가 상륙조에 동반하고 싶었지만 전투력이 낮다는 이유로 남아 대기하게 되었다.
「오이다」(ござる)가 말버릇. 요리나 재봉 등의 가사가 뛰어나다. 외모가 뛰어나 도장에 마을의 여자들이 보러 올 정도라고 한다.

### 천선
메이
목소리 - 코하라 코노미
서복에 의해 만들어진 천선의 한 사람. 기(타오)는 「물」.
목인들을 희생시켜 선약(단)을 제조한 리엔을 말리지만 리엔의 제재로 힘의 대부분을 잃는다. 게다가 도사들의 방중술 상대가 되었기 때문에 도망쳐 목인에게 주워졌다. 평상시는 유녀의 모습이지만, 타오를 소비하면 원래의 어른의 몸에 가까워지며, 이윽고 몸이 수화한다. 머리 색깔은 분홍색.
가비마루 등의 모습을 보러 왔다가 잡히고, 화해 후에는 섬이나 타오에 대한 것을 가르친다.
리엔(蓮)/ 보현상제(普賢上帝)
목소리 - 스와베 준이치
서복이 만든 최초의 천선 중 하나로 천선들의 리더 격. 기(타오)는 「흙」이다.
불로불사의 선단을 만드는 외단법 연구를 계속한다. 외단화의 타오를 밀어넣은 초베를 연구해, 불로불사의 단을 만들어내는 신수 「반고」를 완성시켜, 일본 본토의 주민을 단으로 변환시키려 한다.
쥬파(菊花)/아축대제(ア閦大帝)
목소리 - 스와베 준이치(남성)/카이다 유코(여성)
타오파의 짝으로 타오파와 방중술을 수행한다. 타오는 「불」.
타오파를 지키는 것을 첫째로 생각한다. 성격은 거칠지만, 외단법 연구에 목인을 희생시키고 있는 것이나, 그렇게까지 해도 불로불사가 될 수 없다는 것을 우려하고 있었다. 귀시해했을 때는 타오파와 합체해 거대한 괴물이 된다. 방중궁에서의 결전에서 쓰러진다.
타오파(桃花)/ 라트나대성(ラトナ大聖)
목소리 - 카이다 유코
쥬파의 짝으로 쥬파와 방중술을 수행한다. 기는 「나무」.
밝고 천진난만한 성격으로 보이지만, 목인 등 생물을 단으로 희생하고 있는 것에 깊이 우울해하고 있다. 이윽고 마음을 닫은 채, 밖의 인간을 끌어들이는 것을 발안한다. 방중궁에서의 결전에서 쓰러진다.
무단(牡丹)/ 불공취군 (不空就君)
주천(기공법)을 수행한다. 기(타오)는 「토」.
잡은 인간을 강시로 만들어 조종한다. 봉래에 도착한 사기리들 앞에 나타난다. 목인의 목을 날려 버리고 그들의 믿음을 만들어진 것이라며 비웃지만 사기리 등에 의해 쓰러진다.
쥬진(朱槿)/여의원군(如イ元君)
목소리 - 스와베 준이치(남성)/카이다 유코(여성)
태식(호흡법)을 수행한다. 자주 몸의 성별을 바꾸어 태내에 타오를 순환시킨다. 기(타오)는 「물」.
텐자와 누루가이 앞에 나타나 텐자를 살해. 그 직후에 가비마루와도 싸워, 타오의 대부분을 잃고 일시 노인과 같은 모습이 된다. 재생한 뒤에 잠입해 온 시온 · 누루가이와 다시 재회한다. 시온은 그를 여러 번 베다 재생 속도가 급감한 곳을 찔렀다. 마지막 힘을 짜내, 지하 수도의 신수 반고에 도착, 일체화해 거대한 꽃의 모습이 된다.
란(蘭)/ 준제제군(准胝帝君)
도인(체조법)를 수행하고 있어 작중 요가 같은 포즈를 취한다. 타오는 「물」.
리엔을 형님, 메이를 누님이라고 부른다. 무기물을 조종하는 것이 특기. 섬의 건물 · 석상의 수리를 담당한다. 그 힘으로 봉래의 건물을 이동시켜 연단궁의 위치를 위장한다. 도인궁에서 가비마루와 유즈리하에게 쓰러진다.
9권의 자투리 만화에서는 돌봐 주기를 좋아하는 일면이 그려진다.
구이화(桂花)／ 문수공공(文殊公々)
수일(명상법)를 수행한다. 기(타오)는 「금」.
담담한 성격. 언제나 책 등으로 얼굴을 가리고 있다(메이에 의하면, 수줍음 때문이라고). 평소 자웅동체로 타오를 순환시킨다.
가비마루나 다른 일행들에게 적의를 보이지 않으며, 침입을 사과하고 섬을 나가겠다는 사기리를 못 본 척 보내 주기도 했다.

### 이와카쿠레 마을
이와카쿠레 마을 수장
목소리 - 무기히토
이와카쿠레 닌자 마을을 지배하는 수장으로 가비마루에게는 닌자의 규칙을 가르친 윗전이자 장인이 된다.
일찍이 이와카쿠레 마을 출신으로 마을에서 도망친 가비마루의 친부모를 추격해 죽이고 아직 어렸던 가비마루를 거두어 닌자로 키웠으며, 딸인 유이의 얼굴을 인두로 지져 버릴 정도로 잔인한 성격.
몸에 칼이 박히고 장기가 흘러나와도 즉시 회복되는 불사의 존재라거나 예전 바다를 건너온 상인에게서 산 약을 먹었다는 소문이 나 있다. 유이와 함께 마을을 빠져나가 평범하게 살고 싶다고 제안한 가비마루에게 떠나기 전에 마지막 임무를 하나만 맡아 달라고 했는데, 그것은 가비마루가 체포되어 사형 선고를 받게 되는 함정이었다.
유이(일본어: 結)
목소리 - 노토 마미코
이와카쿠레 수장의 딸. 가비마루가 사랑하는 아내. 친절하고 사랑스러운 여자로 가비마루에게는 살아가는 의미 그 자체의 존재이다.
아름답고 굴곡진 금발이 특징적. 아버지에 의해 오른쪽 얼굴에 화상을 입었다. 냉혹한 아버지와는 대조적으로, 가비마루에게 사람으로서의 따뜻한 마음과 생활을 가르치고, 그가 마을을 빠져나가 평범한 생을 살기로 결심하는 계기가 된다.
유즈리하는 무언가 가비마루를 쉽게 조종하기 위한 일종의 세뇌 환술이 아닐까 의심하지만, 가비마루는 그녀의 실존을 느낀다. 뒤의 묘사로 부부 사이의 화목했던 생활이 드러나면서 그 실재가 확정된다.
시쟈(シジャ, 차기 가비마루)
차기 『가비마루』로 선정된 닌자. 당대 가비마루(주인공)의 수행 동료였다. 연령 및 성별은 불명이다. 타오는 「물」.
어렸을 때부터 가비마루를 숭배하였으며 그를 질시하는 사람은 몰래 참살하고 있었다. 성격이 급하고 야채를 싫어한다. 특기・취미 모두 생가죽 벗기기.
당대 가비마루를 예전 '공허한 가비마루'라 불리던 그때의 모습으로 되돌리고 싶다고 생각하고 있으며, 이와카쿠레 마을 수장으로부터 그를 죽이라는 사명을 받은 뒤부터 "그에게 죽임을 당해도 좋고, 내 손으로 그를 죽이고 싶다"고 왜곡된 애정을 품고 있다.
쿠모기리(일본어: 雲霧)
가비마루의 수행 동료로 전부 아래의 청년. 기(타오)는 「금」.
왼쪽 눈의 하얀 눈 부분이 검은 색이 특징. 섬으로 향하는 배 안에서 키요마루에게 충성을 의심받아 "자살해 보라"는 명령을 듣자, 그 증거로서 「도랸세」를 노래하면서 시원하게 자해한다.
킨카쿠보(일본어: 金閣坊)
얼굴에 꽃 문신이 있는 체구가 큰 상급 닌자. 가비마루의 후배이다. 기(타오)는 「불」.
가비마루가 칭찬할 정도의 변신술의 달인.
긴카쿠보(일본어: 銀閣坊)
사람의 언어를 말하지 못하고 신음소리로 대답하는 대머리 닌자. 기(타오)는 「나무」.
킨카쿠보과 마찬가지로 변신술의 달인이며 타액은 맹독으로 핥으면 고통 없이 죽을 수 있다.
아오교부(일본어: 青刑部)
이와카쿠레 마을 소속 닌자. 시쟈나 쿠모기리와 동등한 실력자.
가라스텐구(烏天狗)
이와카쿠레 마을 소속 닌자. 시쟈와 쿠모기리와 동등한 실력자.
스스비키마루(일본어: 煤引丸)
이와카쿠레 마을 소속 닌자.
햐쿠메(일본어: 百目)
이와카쿠레 마을 소속 닌자.
하게타카(일본어: 禿鷹)
이와카쿠레 마을 소속 닌자로 특기 인술은 「신독환」(身毒丸)이라는 독성 생물을 조종하고 자신의 신체와 옷에 들어가는 인법이다.
노부스마(일본어: 野衾)
이와카쿠레 마을 소속 닌자. 날카로운 손톱이 무기.

### 기타 등장 인물

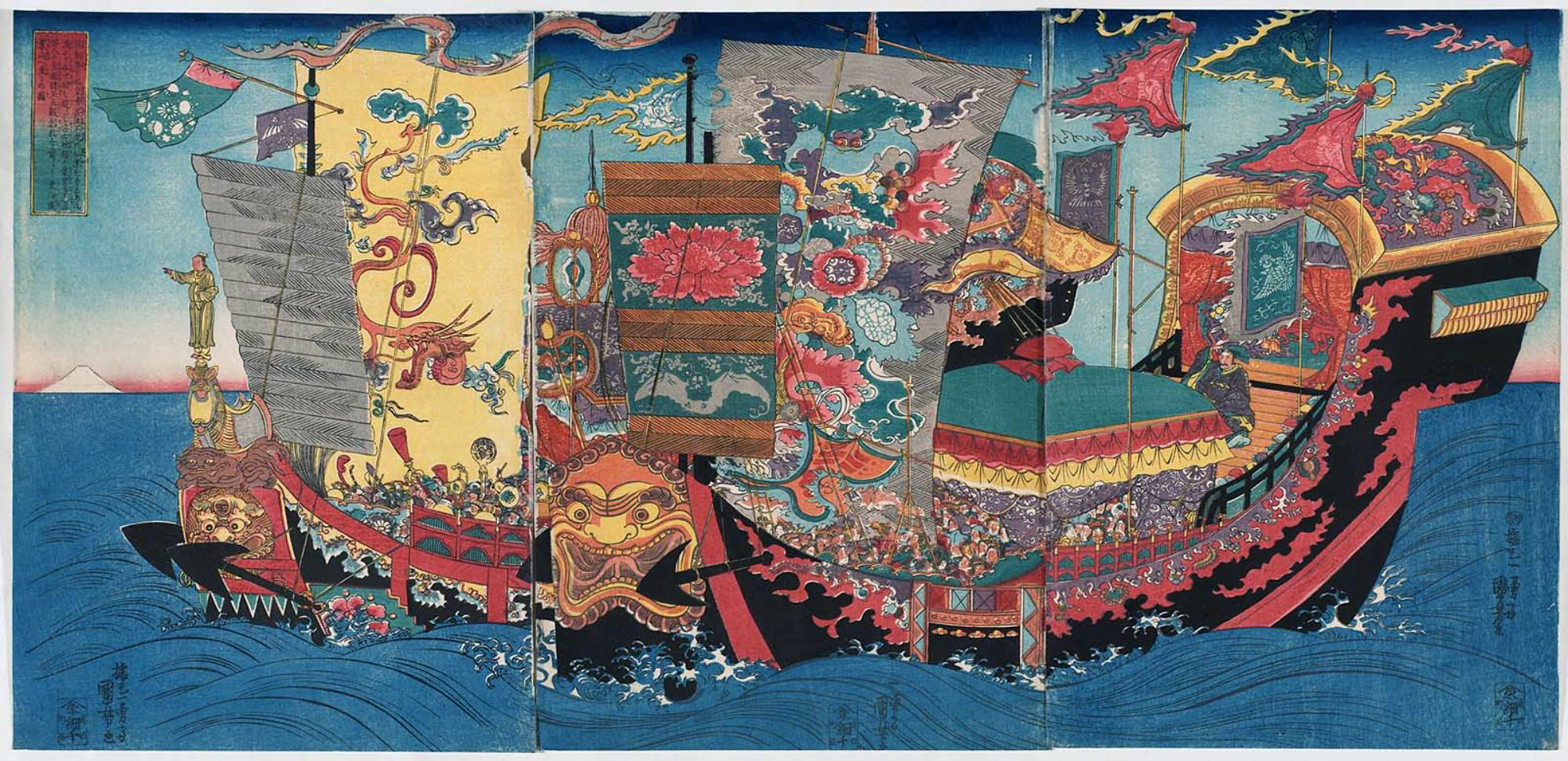
불사의 묘약을 찾아 항해에 나서는 서복. 우타가와 구니요시의 그림이다.

도쿠가와 나리요시(徳川 斉慶 / 德川 齊慶)
목소리 - 챠후린
작중 에도 막부 제11대 정이대장군. 실존 여부도 확실하지 않은 선약을 찾아 오게 하거나 죄인들끼리 서로 죽고 죽이는 모습을 보면서 기뻐하는 등 자만한 인물이다.
목인(木人) 호우코(ほうこ)
목소리 - 쵸
일반 섬 주민의 마지막 생존자. 나무로 만든 괴물 같은 모습이지만 원래는 인간의 모습을 하고 있었다.
온화한 인물로 가비마루 일행에게는 적의도 호의도 없지만, 어차피 천선에 죽을 것이라 여겨 자비를 베풀며, 메이에게 해를 끼치지 않는 것을 조건으로 식사 · 휴식 장소 · 정보를 제공한다. 어려서 수화한 딸과 같은 나이의 모습을 하고 있던 메이를 보호해, 메이도 아버지처럼 대했다.
서복(徐福)
불로불사를 연구하는 전설의 방사. 천선들로부터는 종사(宗師)로 불리고 있다.
진시황제를 섬겼으며 불로불사의 선약을 찾아 많은 사람들을 데리고 바다를 건너 항해를 떠났지만 이후 소식이 끊어졌다고 한다. 메이에 따르면 이 섬을 만든 인물이다.
타오를 직접 개조하는 술에 몰두해, 산 것끼리의 타오를 곱하여 분해했다가 다시 이어 붙임으로써 죽지 않는 것을 목표로 했다. 그 과정에서 천선을 비롯해 섬에 사는 생물들을 만들어냈다.

## 용어

오행 상생 ・ 상극의 그림

야마다 아사에몬(山田浅ェ門, やまだあさえもん)
참수와 시험판을 생업으로 하는 일문. 당주가 자칭하는 이름으로 집안의 이름이기도 하다. 당대 당주는 키치지(吉次). 유파는 다메시 일도류(試一刀流)로, 에도 시대에 실존했던 참수 집행인 가문인 야마다 아사에몬이 모델이다.
그 순위는 실력 외에도 차기 당주로서의 적성으로 정해져 비 세습제이다. 막부의 코시모노부교 관할 아래에 있지만 정식 공직이 아니기 때문에 하는 일의 성격상 낭인 취급을 받으며 정치적인 입장도 약하고 정해진 봉록은 없다. 처형 집행이 본업이지만 부업으로서 도검 감정, 시체 매매, 시체를 재료로 한 제약 등도 실시해 큰 수입을 얻는다.
이와카쿠레 닌자 집단(石隠れ衆)
이슈(이가)의 닌자 마을의 하나.
그 수장은 불사로 여겨진다. 남자는 어릴 때부터 인술 훈련을 받으며 그 과정에서 많은 사람이 죽어 나간다. 살아 남아 닌자가 된 사람은 '군체'로서 마을을 위해 목숨을 다하도록 요구받는다. 여자는 오로지 아이를 낳는 도구일 뿐이다.
정식 사면장(公儀御免状)
막부에서 발급한 공문서로 사형수가 담당 아사에몬과 함께 귀환하고 선약을 인도하는 단 한 명에게 부여된다. 어떤 죄라도 무죄로 풀려나며 나아가서는 쇼군의 가호가 약속되는 서류로 봉행소도 닌자도 손을 댈 수 없다.
기(氣)
이 세상의 만물에 내재하는 힘. 생명이라고도 말할 수 있다. 작중에서는 '타오'라고 불린다.
생물은 물론 건물이나 대기와 같은 무기물에도 존재한다. 천선들은 천 년 간 타오를 다루는 수행을 계속하고 있었다. 타오에는 다섯 가지 속성이 있으며 오행 상극을 따른 궁합이 있다.
태어날 때부터 눈이 보이지 않았던 시온은 타오를 파문으로 감지하고 있으며, 가비마루와 유즈리하의 인술은 타오를 이용하고 있는 것으로 작중 시사된다. 사기리도 가비마루나 로쿠로타가 발하는 타오를 다소 감지할 수 있다.
또한, 유즈리하의 고향에서는 그것을 「기」(氣)라고 부르고 있었기 때문에, 「타오」에는 이 글자를 맞추고 있다.
천선(天仙)
식물과 서복의 기를 더하여 만들어진 인조인간.
자웅동체이기 때문에 혼자서 음양으로 타오를 증강할 수 있다. 본래 생물은 생명 활동이나 시간에 의해 잃는 타오를 천 년 간 단련해 왔다. 부상을 입어도 곧 회복하고, 늙지 않고 언제까지나 젊고 아름다운 모습이지만, 단에 의한 타오의 보급이 있어야 하기에 진정한 불로불사는 아니다. 언제까지 계속될지 모르는 나날에 내심 질린 사람도 있다.
사람의 모습일 때는 배꼽 아래(단전)가 약점이다. 「귀시해」(鬼尸解)하면 식물과 사람이 섞인 것 같은 괴이한 모습이 되며 공격력도 상승하지만, 타오를 대량 소비하게 된다. 귀시해 상태에서는 식물의 밑씨에 해당하는 부분이 약점으로 이곳이 파괴되어 재생이 멈추게 되면 죽음에 이른다.
상극의 타오라면 일격에, 상극이 아니라도 꿰뚫린 채로 둔다면 쓰러뜨릴 수 있다.
코타쿠(島)
류큐 부근의 남해에 존재해, 해안선에서 섬의 중심부까지는 30㎞ 이상 된다고 생각되는 큰 섬. 천선이나 가비마루들은 단순히 '섬', 주민인 목인은 '코타쿠'라고 부른다.
다양한 꽃이 피어나고, 나비가 춤추고, 꿈처럼 아름다운 신선향으로 보이지만, 지식이 있는 사람의 입장에서 보면 무언가 부자연스럽고 인공적인 모습에 소름 끼치는 것을 느낀다. 나비는 사람의 얼굴을 닮은 머리가 붙어, 이것에 찔리면 그 자리에 꽃이 자라나면서 곧 온몸에 꽃이 기생하게 되며, 인분에는 환각 작용을 일으키는 독이 있다.
막부는 조사단을 다섯 번이나 보냈지만 돌아온 사람은 꽃이 기생하거나 꽃이 온몸에 퍼져 거의 꽃에 잠식된 상태가 되거나 하였으며 60여 명이 소식 불명이 되었다. 당시의 쇼군 · 나리요시는 이 불가사의한 현상을 보고 「선약이 있을 것임에 틀림없다」라고 결정을 내렸다.
섬의 형상은 불분명하지만, 동심원 모양의 세 영역으로 이루어져, 외부으로부터 문신이나 독충이 있는 영주(瀛州), 목인이나 조신이 돌아다니는 방장(方丈), 천선들이 살고 있는 봉래(蓬萊)가 있다. 한번 섬에 상륙하면 해류나 바다에 숨어 있는 해신이라 불리는 괴물에 막혀 탈출이 어렵다.
리엔에 따르면 이 섬은 불사의 생명을 만들어내고 관찰하기 위해 서복이 만들어낸 연구실이자 실험장이라고 한다.
목인(木人, 종족으로서의 목인)
섬의 「방장」이라고 불리는 지역에 살고 있던 일반 섬 주민. 불사자의 삶을 관찰하기 위해 만들어진 이른바 천선의 시제품이다.
사람과 같은 모습으로 재생력은 높고 수명도 길며, 점차 수화 즉 몸이 나무로 변하게 되어 죽는다. 나이에 관계없이 어려서 수화하는 경우도 있다. 각각 개별 이름이 있는지는 불명.
천선을 신으로 숭배하고, 사후 영혼은 천선이 있는 봉래로 간다고 여겨서 수화가 진행되면 봉래 방향으로 앉아 염불을 외면서 죽음을 기다린다. 이 독특한 신앙은 천선들에게서 심어진 것이다.
리엔에 의해 단 제조를 위한 제물로 희생되기도 하여, 수업 개시로부터 200년 후에는 마을이 붕괴했다. 가비마루가 상륙한 시점에서는 메이를 보호하던 목인만이 살아남아 있었다.
단(丹)
선약. 목인 · 인간의 몸에 외단화(外丹花)를 기생시켜 타오를 추출해 만든다.
타오는 평소의 생명 활동으로도 날마다 소비되기 때문에 천선들은 이를 마셔 타오를 보충한다. 보통 인간이 입에 대면 꽃으로 변화한다. 특히 인간이 가진 타오로부터는 상질의 단을 얻을 수 있다.
도사
천선들의 제자. 메이를 되찾으러 온 도사에 의하면, 성별은 남자뿐이다.
인간과 다른 생물을 합친 것 같은 기괴한 모습이지만, 조신들과는 달리 인간 사이즈로 지성도 있다. 천선들에게 타오를 배우고 수행을 돕고 몸을 돌보고, 섬의 경비와 잡다한 일을 처리한다. 계급이 있어 위에서 신선(神仙)→상선(上仙)→지선(地仙)→도사가 되고 있다.
문신(門神)
섬의 외연부를 지키는 괴물로 눈에서 손바닥이 자라며 혀가 긴 거대한 생물이다.
이족 보행 · 사족 주행이 가능하다. 석장 같은 것이 몸에 부착되어 있다. 「마적」(馬笛)이라는 특수한 피리로 조종한다.
조신(竈神)
사람을 닮은 형태의 것, 물고기 · 벌레와 사람이 융합한 것 등, 다양한 형태가 있는 기묘하고 추악한 괴물들이다.
센타는 '되다가 만 불완전한 신'(できそこないの神様)이라고 표현한다. 염주나 석장을 가지고 「살인은 죄입니다」 등의 계명을 되풀이하며 거역한 자를 공격한다. 섬 가운데를 배회한다.
원래는 오래 살기 때문에 생명 존중에 대한 개념이 얇은 목인들에게 도덕 교육을 위해 만들어진 생물이었다.
해신(海神)
섬 주위의 해역에 서식하고 있는 괴물. 섬으로부터의 탈출을 막는다.
다만 짓카는 이것을 쓰러뜨리고 그 여파로 해류가 바뀐 틈을 타서 에도에 귀환한다.

## 스핀오프
지고쿠라쿠 ~ 최강의 탈주 닌자 공허한 가비마루 ~(じごくらく 〜最強の抜け忍 がまんの画眉丸〜)
오하시에 의한 본작의 스핀 오프. 본편의 내용을 추적한 개그 만화. 'J+' 2020년 1월 20일부터 6월 29일까지 연재하였다.
본편의 등장 인물이 슈퍼 데포르메되어 그려진다.

## 테마・작풍
쇄국 일본과 그 근해를 무대로 하고 있지만, 영어 등의 외래어가 대사로 나오는 경우가 많다. 이에 대해 작가 카쿠 유지는 '독자에게 있어서 만화란 라면이 다 끓을 때까지 기다리는 동안의 여정'이며 그 사이에 부담없이 읽을 수 있도록 하기 위해서라고 하고 있다.
에피소드 전체의 흐름→인상적인 장면→캐릭터에게 말해 주었으면 하는 대사, 의 순서로 네임이 만들어져 있었다. '기분 좋음'으로 이어지는 것으로, 픽션 안에 리얼한 요소가 '정말 조금' 들어가고 있다. 카쿠 유지는 인간과 인간이 서로 만남으로써 '변하지 않을 수가 없는' 부분을 그리려 했으며 또한 자기 자신부터 먼저 즐거워짐으로써 독자도 감화되어 즐길 수 있는 것이 아니겠는가, 라고 언급한 바 있다.
독자들로부터 '잔혹하다'는 평도 있었다. 카쿠 유지는 《북두의 권》, 《전략인간병기 카쿠고》, 《바키》, 《베르세르크》, 《기생수》 등의 영향으로, '뜨거운 이야기를 그리려면 피투성이가 되기 마련'이라고 느끼고 있다고 한다. 또 본작의 연재 준비 중, 친척인 살진사(殺陣師)로부터 살진(殺陣)에 대한 강의를 받았는데, 여기서 '기본적으로 칼이란, 한 번 뽑아 든 이상 어느 한쪽이 죽지 않는 한 절대로 도로 집어넣는 법이 없다'는 것을 배웠고, 그 때 칼을 다루기 때문에 잔인한 묘사는 불가피하다고 생각했다고 밝혔다.

## 제작 배경
초대 담당 편집의 하야시 시헤이(林士平)에 의하면, 카쿠 유지는 《파이어 펀치》를 연재하고 있던 후지모토 타츠키(藤本タツキ)의 전 어시스턴트이며, 《지옥락》과 《파이어 펀치》의 어시스턴트는 80% 정도 쓰고 있었다. 또, 본작은 아마 《파이어 펀치》의 영향을 받고 있어 카쿠가 후지모토의 직장에 들어가지 않으면 《지옥락》은 태어나지 않았던 것이 아닐까 되돌아보고 있다.
카쿠 유지에 의하면, 과거작 《FANTASMA》에서는 타인에 맞춰 계속 그려 왔지만 인기가 나오지 않았는데 거기서 자신이 좋아하는 쪽으로 비틀어 보면 어떻게 될까 하는 생각으로 《지옥락》을 연재했다고 한다.
처형인과 사형수가 폐쇄된 공간에 함께 있다는 데에서 이야기가 구상되었지만 설정 설명만 늘어 놓는 만화가 될 것 같아서 캐릭터를 만들고 나서 다시 스토리와 매치시켰다.
본작 연재 전, 편집자로부터 그림에 과제점이 있다고 지적되었기 때문에, 카쿠 유지는 《고독한 참수자》(首斬り朝) 등 코이케 이치오(小池一夫)의 극화 작품들을 연구했고, 특히 연재 초기는 극화 터치를 의식해 그려 놓고 있었다. 또한 다른 작품과 차별점을 위해서, 밴드 데시네(프랑스 등의 만화)를 참고 가운데 하나로 했다.
수많은 'J+' 작품들 속에서 매몰하지 않도록 강렬한 장면과 등장 인물로 구심력을 붙였다. 그 때문에 처음에는 쓸데없는 사이를 깎아 캐릭터에 변화를 가져오는 전개를 많이 사용했다. 또, 등장 인물의 언동은, 카쿠 유지 자신이 각 등장인물에게 묻고 그 대답을 반영시킨 이미지로 그린다고 한다.

## 사회적 평가
2021년 12월 시점에서 시리즈 누계 발행 부수는 380만 부를 돌파한다.
2020년 7월에 《네코다비요리》(猫田びより)를 뽑은 이후, 'J+'에서 가장 총 열람수가 많은 작품이 되었다.
단행본은 신간이 나올 때마다 즉시 증쇄가 이루어졌고 2018년 8월에는 'J+' 인기 No.1 작품으로 여겨졌다. . 2019년에는, '슈에이샤 PUSH3 작품'에 《주간 소년 점프》 작품의 《주술회전》(呪術廻戦), 《액터쥬 act-age》와 나란히 선출되었다. 같은 해 11월에는 《SPY×FAMILY》에 인기 No.1을 넘겨 주게 되지만, 여전히 'J+'의 간판 작품으로서 취급되고 있었다.
일본 출판 판매에 따르면 독자층은 남녀 구별 없이 높은 인기를 모았다. 또, 《주술회전》, 《귀멸의 칼날》, 《약속의 네버랜드》 등, '다크한 세계관의 작품'으로 나란히 구독되고 있었다고 한다.

### 수상 경력
| 수상년 | 세레모니                                 | 부문·상             | 수상 대상 | 비고・출처   |
| ------ | ---------------------------------------- | ------------------- | --------- | ------------ |
| 2018년 | 다음에 올 만화대상 2018                  | 웹 만화 부문 · 11위 | 지옥락    | 16,510포인트 |
| 2018년 | 제2회 만화신문대상                       | 후보 · 3위          | 지옥락    | [ 23 ]       |
| 2019년 | 제14회 전국 서점 직원이 선택한 추천 코믹 | 4위                 | 지옥락    | [ 21 ]       |

## 서지 정보

### 만화
- 카쿠 유지 《지옥락》 슈에이샤 〈점프 코믹스〉, 전 13권
  1. 2018년 4월 4일 발매[24] ,ISBN 978-4-08-881471-1
  2. 2018년 6월 4일 발매[25] ,ISBN 978-4-08-881502-2
  3. 2018년 8월 3일 발매[26] ,ISBN 978-4-08-881546-6
  4. 2018년 11월 2일 발매[27] ,ISBN 978-4-08-881601-2
  5. 2019년 3월 4일 발매[28] ,ISBN 978-4-08-881697-5
  6. 2019년 6월 4일 발매[29] ,ISBN 978-4-08-881803-0
  7. 2019년 9월 4일 발매[30] ,ISBN 978-4-08-882056-9
  8. 2019년 12월 4일 발매[31] ,ISBN 978-4-08-882148-1
  9. 2020년 3월 4일 발매[32] ,ISBN 978-4-08-882230-3
  10. 2020년 6월 4일 발매[33] ,ISBN 978-4-08-882338-6
  11. 2020년 9월 4일 발매[34] ,ISBN 978-4-08-882407-9
  12. 2020년 12월 4일 발매[35] ,ISBN 978-4-08-882523-6
  13. 2021년 4월 30일 발매[36] ,ISBN 978-4-08-882583-0
- 카쿠 유지(원작) / 오오하시(작화) 《지고쿠라쿠~최강의 탈주 닌자 공허한 가비마루~》(じごくらく 〜最強の抜け忍 がまんの画眉丸〜) 슈에이샤〈점프·코믹스〉, 2020년 9월 4일 발매, ISBN 978-4-08-882408-6

### 소설
- 카쿠 유지 원작/히사카와 사카쿠(菱川さかく) 저 《지옥락 덧없는 꿈》(地獄楽 うたかたの夢) 슈에이샤 〈점프 제이북스〉, 2019년 9월 4일 발매,[37] ISBN 978-4-08-703484-4

### 팬북
- 카쿠 유지 《지옥락 해체 신서》(地獄楽 解体新書) 슈에이샤 〈점프 코믹스〉, 2021년 4월 30일 발매,[38] ISBN 978-4-08-882680-6

## TV 애니메이션
2023년 4월부터 7월까지 TV 도쿄 등에서 방영되었다. 한국에서는 같은 시기 케이블 방송 채널 애니박스에서 방영되었다.
제1기 종영 후에 제2기 제작이 발표되었다.

### 스태프
- 원작 - 카쿠 유지[5]
- 감독 - 마키다 카오리(牧田佳織)[5]
- 시리즈 구성 - 킨다이치 아키라(金田一明)[5]
- 캐릭터 디자인 - 히사기 아키츠구(久木晃嗣)[5]
- 크리처 디자인 - 니이츠마 다이스케(新妻大輔)
- 이펙트 작화 감독 - 타카노 토오루(高野徹)
- 액션 작화 감독 - 이와타키 사토시(岩瀧智)
- 키 애니메이터 - 요시다 마사유키(吉田正幸)
- 미술팀 - e-카이사르(e-カエサル)
- 색채 설계 - 스에나가 아야코(末永絢子)
- CGI 프로듀서 - 탄나와 유스케(谈輪雄介)
- 3DCG 디렉터 - 후쿠니시 미라이(福西未来)
- 촬영 감독 - 박효규(朴孝圭)
- 편집 - 타케미야 무츠미(武宮むつみ)
- 음악 - 데와 요시아키(出羽良彰)[5]
- 음향 감독 - 에비나 야스노리(えびなやすのり)
- 음악 제작 - 후지퍼시픽 뮤직
- 프로듀서 - 이시이 노조미(石井希)
- 애니메이션 프로듀서 - 카와고에 와타루(川越恒)
- 제작 - MAPPA[5]
- 제작·기획 - 트윈 엔진[5]

### 주제가
Ｗ●ＲＫ
millennium parade×시이나 링고에 의한 오프닝 테마. 작사는 시이나 링고, 츠네타 다이키, 작곡은 츠네타 다이키.
종이 한 장(紙一重)
Uru에 의한 엔딩 테마. 작사·작곡은 Uru, 편곡은 토오미 요우.

### 방영 목록
| 화수   | 제목                           | 그림 콘티                   | 연출                        | 작화 감독 | 총작화 감독                        | 방송일         |
| ------ | ------------------------------ | --------------------------- | --------------------------- | --- | ---------------------------------- | -------------- |
| 제1화  | 死罪人と執行人 사형수와 집행인 | 마키타 카오리               | 마키타 카오리               | 고다 아사미 아리마 료타 타키자와 마유 이시이 유미코 코지마 에리 니노미야 나나코 키타무라 신야 요시자키 마사히로 마루야마 쇼코 陳韋寧 카기야마 아코 요시다 마사유키 빛의 정원 STUDIO MASSKET | 히사기 아키츠구                    | 2023년 4월 1일 |
| 제2화  | 選別と選択 선별과 선택         | 아카네 카즈키               | 게시 타카히로               | 큐 메이테츠 마츠이 리와코 고다 아사미 오노 카즈히로 혼다 미유키 메구미 켄토 쿠로이와 유미 마츠오카 히데아키 키시 카오리 노자키 신이치 카와이 마사타카 타케모토 미키 이나카 마니 스사 사치 야마나 메구미 카와사키 미호 김도영 모리시게 호타루 타니구치 츠부라 코구레 리나 타테노 안나 STUSIO MASSKET 빛의 정원 Radplus | 히사기 아키츠구 아리마 료타        | 4월 8일        |
| 제3화  | 弱さと強さ 약함과 강함         | 니노미야 타케시             | 야마다 카요나카             | 노자키 신이치 미시마 리카 고다 아사미 키타무라 신야 이케다 사토시 미야치 사토코 키시 카오리 왕웨이칭 요시다 하지메 하야카와 카즈코 카기야마 아코 카메타니 쿄코 아오키 마호 후지타 마사유키 큐 메이테츠 요시다 마사유키 빛의 정원 Radplus STUSIO MASSKET | 히사기 아키츠구 아리마 료타        | 4월 15일       |
| 제4화  | 地獄と極楽 지옥과 극락         | 와카노 테츠야               | 와카노 테츠야               | 큐 메이테츠 마츠이 리와코 노자키 신이치 요코테 마사코 코바야시 아케미 쿠로이와 유미 키비단고 14호 카기야마 아코 미야치 사토코 이시이 유미코 와카노 테츠야 빛의 정원 STUSIO MASSKET | 히사기 아키츠구 아리마 료타 닷토쿤 | 4월 22일       |
| 제5화  | 侍と女 사무라이와 여자         | 미야 시게유키               | 와타나베 슈                 | 노마 사토시 요코테 마사코 키시 카오리 이케다 사토시 왕웨이칭 고다 아사미 카메타니 쿄코 키비단고 14호 노자키 신이치 키타무라 신야 하야카와 카즈코 안도 노부히로 마츠이 리와코 빛의 정원 | 히사기 아키츠구 아리마 료타        | 4월 29일       |
| 제6화  | 心と 감정과 이성               | 게시 타카히로               | 게시 타카히로               | 이시이 유미코 카메타니 쿄코 키비단고 14호 큐 메이테츠 쿠로이와 유미 고토 아리히로 마츠이 리와코 慧敏 明光 馮含露 STUSIO MASSKET | 히사기 아키츠구 아리마 료타        | 5월 6일        |
| 제7화  | 花と贄 꽃과 제물               | 요시다 리사코               | 신타니 켄토                 | 이케다 사토시 왕웨이칭 카토 쿠미코 카메타니 쿄코 키타무라 신야 노마 사토시 요시다 하지메 惠 健人 노자키 신이치 明光 慧敏 馮含露 Radplus | 히사기 아키츠구 아리마 료타        | 5월 13일       |
| 제8화  | 弟子と師 제자와 스승           | 마키타 카오리               | 야마다 후미히토             | 코지마 에리 카토 쿠미코 요시자키 마사히로 마루야마 쇼코 하야카와 카즈코 스기노 노부코 호시노 마모루 이즈미자카 츠카사 나카쿠마 타이치 카기야마 아코 리오 혼다 미유키 키시 카오리 키타무라 신야 이케다 사토시 惠 健人 빛의 정원 Radplus Dogwood STUSIO CAT | 히사기 아키츠구 아리마 료타        | 5월 20일       |
| 제9화  | 神と人 신과 인간               | 시시도 준                   | 야마모토 류타               | 큐 메이테츠 고토 아리히로 아오키 마호 이시이 유미코 키비단고 14호 카메타니 쿄코 마츠이 리와코 후지타 마사유키 쿠로이와 유미 빛의 정원 STUDIO CAT | 히사기 아키츠구 아리마 료타        | 6월 3일        |
| 제10화 | 陰と陽 음과 양                 | 와카노 테츠야               | 쿠보 타로 니시하타 유키     | 미야치 사토코 왕웨이칭 노마 사토시 메구미 켄토 나카쿠마 타이치 고다 아사미 키타무라 신야 이케다 사토시 明光 慧敏 馮含露 Radplus 無錫月霊動画 ENGI STUDIO CAT | 히사기 아키츠구 아리마 료타        | 6월 10일       |
| 제11화 | 弱イと強イ 약하다와 강하다     | 미야 시게유키               | 게시 타카히로               | 쿠로이와 유미 이시이 유미코 마츠이 리와코 큐 메이테츠 키비단고 14호 고토 아리히로 카메타니 쿄코 카기야마 아코 노자키 신이치 이케다 사토시 호시노 마스미 사이타 에루 谢雨朦 王佳涵 STUDIO MASSKET 無錫極速蝸牛動畵 엄준현 | 히사기 아키츠구 아리마 료타        | 6월 17일       |
| 제12화 | 傘と墨 우산과 먹               | 시시도 준                   | 오오미네 테루유키           | 왕웨이칭 키타무라 신야 고다 아사미 사츠키 마호 朱世杰 스다레하타 유미 나카쿠마 타이치 노마 사토시 하야카와 카즈코 미야치 사토코 메구미 켄토 야마시타 카오리 明光 KKbattery 楊小花 Bak 蒸気鶏 符世銘 | 히사기 아키츠구 아리마 료타        | 6월 24일       |
| 제13화 | 夢と現 꿈과 현실               | 시시도 준 오오미네 테루유키 | 마키타 카오리 게시 타카히로 | 요시다 마사유키 미시마 리카 쿠로이와 유미 이시이 유미코 마츠이 리와코 큐 메이테츠 키비단고 14호 고토 아리히로 야마모토 마사후미 카메타니 쿄코 키시 카오리 아리마 료타 호시노 마스미 하야카와 카즈코 타나카 하루카 토요타 케이스케 고다 아사미 이케다 사토시 키타무라 신야 미야치 사토코 나카쿠마 타이치 타카노 토오루 왕웨이칭 朱世杰 카기야마 아코 오오미네 테루유키 스다레하타 유미 사츠키 마호 카네코 마사시 사이타 에루 야마시타 카오리 노마 사토시 메구미 켄토 無錫月霊動画 無錫市淏明動漫 빛의 정원 ENGI | 히사기 아키츠구 아리마 료타        | 7월 1일        |

## 무대
2023년 2월 16일부터 26일까지 휴릭홀 도쿄에서 상연이 예정되었다.

### 캐스트(무대)
- 가비마루-기즈 츠바사(木津つばさ)
- 야마다 아사에몬 사기리 - 시라모토 아야나(白本彩奈)
- 아자 초베 - 마츠시마 유노스케(松島勇之介)
- 야마다 아사에몬 토우마 - 다부치 루이(田淵累生)
- 유즈리하 - 오오타 유리(太田夢莉)
- 야마다 아사에몬 사토 - 나카무라 타로(中村太郎)
- 야마다 아사에몬 텐자 - 이야마 유타(飯山裕太)
- 누루가이 - 요시하마 아즈사(吉浜あずさ)
- 타미야 간테츠사이 - 고모토 나오야(郷本直也)
- 야마다 아사에몬 후치 - 미야자키 류(宮崎湧)
- 야마다 아사몬 센센 - 모리 사토루(森さとる)
- 메이(W캐스트) - 사와다 리오(澤田理央), 다카오 아오바(高乘蒼葉)
- 천선 - 다카하시 켄스케(高橋健介)

### 스탭(무대)
- 원작 - 「지옥락」카쿠 유지(슈에이샤 점프 코믹스 간)
- 연출 - 카고 리온(加古臨王)
- 각본 - Spacenoid Writers 'Room
- 제작 - Office ENDLESS
- 주최 - 에이벡스 픽처스

## 같이 보기
- 연단술
- 혼합주의
- 음양오행